# NGC 3774
NGC 3774 (другие обозначения — MCG -1-30-16, PGC 36058) — спиральная галактика с перемычкой (SBb) в созвездии Чаша.
Этот объект входит в число перечисленных в оригинальной редакции «Нового общего каталога».
В 2014 году в галактике был обнаружен вероятный кандидат в сверхновые.